# Johannes Sundwall
Johannes Sundwall, född 15 november 1877 i Nykarleby, död 29 augusti 1966 i Helsingfors, var en finländsk historiker och klassisk filolog. Han var e.o. professor i antikens historia vid Åbo Akademi 1919 och ordinarie professor där 1921-45.
Sundwall var en mångsidig forskare med ett rikt vetenskapligt författarskap. Han har lämnat viktiga bidrag till såväl den förhistoriska arkeologin, framför allt till den fornkretiska skriftens problem, som till den grekiska och senromerska historien. Under första världskriget uppehöll Sundwall sig i Tyskland och arbetade där energiskt för Finlands sak.

## Personligt liv
Johannes Sundwall föddes till Fredrik Wilhelm Sundwall och Fanny Augusta Sjöman. Han var gift tre gånger: först med Hellen Kumlin, sedan med Anne-Marie Hoyer, och slutligen med Edith Thea Collin.

## Akademisk karriär
Sundwall blev student 1895, filosofie kandidat 1901, filosofie licentiat och doktor 1906. Han studerade bland annat vid Münchens universitet 1903-04 och Berlin 1905. Han var docent i historia vid Helsingfors universitet 1907-20, extra ordinarie professor i antikens historia vid Åbo Akademi 1919, och professor i antikens historia samt grekisk och romersk litteratur 1921-45. Han tjänstgjorde som dekanus för humanistiska fakulteten 1931-42. Han erhöll en hedersdoktorstitel från Atens universitet.